# District de Subarnapur
Le district de Subarnapur est un district de l'état de l'Odisha, en Inde.

## Géographie
Au recensement de 2011, sa population compte 541 835 habitants.
Son chef-lieu est la ville de Subarnapur. 